# Lili St. Cyr

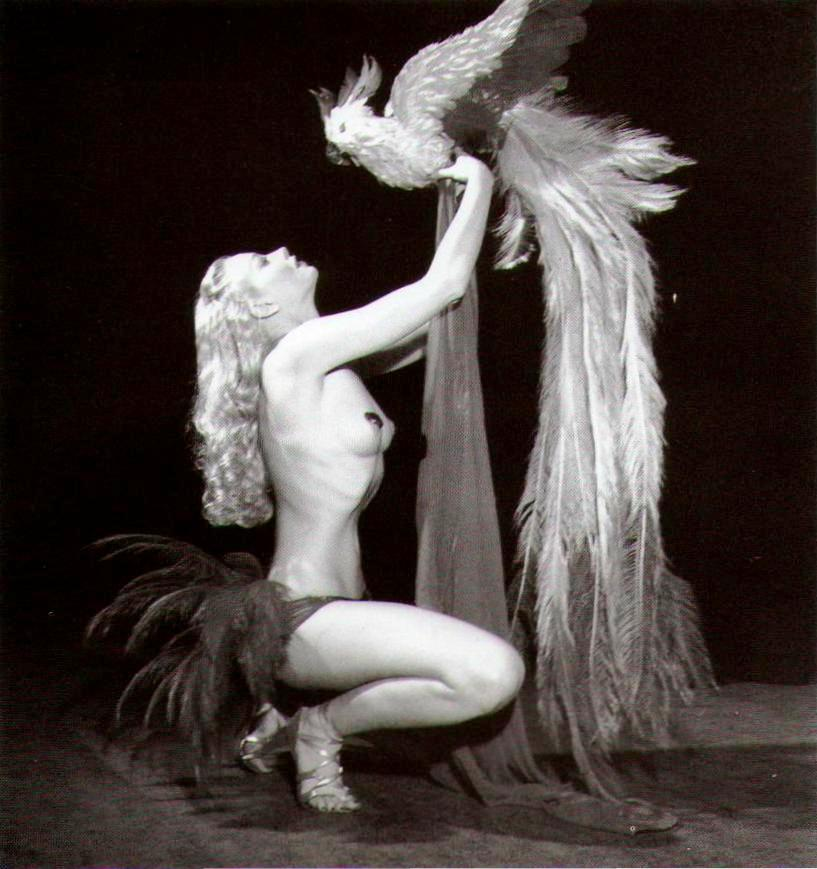
Lili St. Cyr

Lili St. Cyr, nata Willis Marie Van Schaack (Minneapolis, 3 giugno 1918 – Los Angeles, 29 gennaio 1999), è stata una modella e ballerina statunitense, specializzata in spogliarelli, vaudeville e burlesque.

## Biografia
Nata in Minnesota, inizia a ballare da ragazza e tra gli anni '40 e '50 diventa una tra le più famose spogliarelliste con Gypsy Rose Lee e Ann Corio. 
Ha avviato l'attività da professionista a Hollywood adottando anche diversi pseudonimi tra cui Anatomic Bomb.
Ha lavorato per molti anni a Montréal, dove è stata anche arrestata per "oscenità, indecenza e immoralità". 
Ha preso parte ad alcuni film negli anni '50 senza però mai concretizzarsi nella carriera di attrice. Il suo primo ruolo è dovuto all'aiuto di Howard Hughes.
Il film Il figlio di Sinbad verrà condannato dalla Legione cattolica della decenza.
Si è ritirata negli anni '70 e ha intrapreso l'attività di stilista di lingerie. 
È stata sposata sei volte senza avere figli. I suoi mariti più famosi sono il motociclista Cordy Milne e il ballerino e attore Paul Valentine.
Alla sua figura si sono ispirate diverse attrici tra cui Marilyn Monroe. 
A lei sono dedicate alcune canzoni (And Millicent St. Cyr di Elvis Costello, Lily Sincere di Kristeen Young).
Viene citata nel musical-film di culto The Rocky Horror Picture Show con la frase "Dio benedica Lili St. Cyr!", cantata da Janet Weiss (Susan Sarandon) e inserita nella canzone Don't Dream It, Be It.

## Filmografia
- Boudoir Secrets (1955)
- Il figlio di Sinbad (Son of Sinbad), regia di Ted Tetzlaff (1955)
- Kiss Me Baby, regia di Lillian Hunt (1957)
- Il nudo e il morto (The Naked and the Dead), regia di Raoul Walsh (1958)
- Runaway Girl, regia di Hamil Petroff (1965)

## Doppiatrici italiane
- Anna Miserocchi in Il nudo e il morto